# 線東堡
線東堡，是台灣中部自清治時期至日治初期的一個行政區劃，其範圍包括今彰化縣的彰化市中西部及和美鎮東部。
線東堡西邊為馬芝堡、線西堡，北邊為大肚下堡，東邊為貓羅堡，南邊為燕霧上堡。

## 管轄街庄
線東堡共轄15個街庄：
- 今彰化市境內：彰化街、大竹圍庄、番社口庄、渡船頭庄、牛稠仔庄、阿夷庄、南門口庄、大埔庄、莿桐腳庄、西門口庄、西勢仔庄
- 今和美鎮境內：嘉犁庄、新庄仔庄、中藔庄、柑仔井庄